# 守護神・ボディーガード 進藤輝
『守護神・ボディーガード 進藤輝』（しゅごしん・ボディーガード しんどうてる）は、2012年から2015年までTBS系「月曜ゴールデン」で放送されたテレビドラマシリーズ。全4回。主演は寺脇康文。
「パーフェクト・プライベート・ガード」（略称：PPG）とは民間の警備会社である。警護を極秘に行うロープロファイル、敢えて犯人に警護の存在を隠さないハイプロファイルなどの戦術を駆使して、クライアントの身の安全を護る。

## 登場人物

### 民間警備会社「パーフェクト・プライベート・ガード」（PPG）
進藤輝（しんどう てる）
演 - 寺脇康文
ボディガード。元警視庁捜査一課刑事。第1作の4年前の刑事時代、進藤に逮捕された犯人が逆恨みし出所後に妻と息子を殺される。
真壁直史（まかべ なおふみ）
演 - 柏原収史
ボディガード。
山本勇弥（やまもと ゆうや）
演 - 染谷将太（第1作 - 第3作）
新人ボディガード。第3作は警護対象者を守り刃物で刺され病院に搬送される。
長久保吉乃（ながくぼ よしの）
演 - 平田薫
ボディーガード。
鈴木優太（すずき ゆうた）
演 - 今野浩喜（キングオブコメディ）（第4作）
新人ボディガード。山本がアメリカの警備会社に留学したため新たに加入。元家電量販店勤務。
和田漠（わだ ばく）
演 - 小倉久寛
デスク。調査担当で事務所常在員。通称バクさん。
服部敬一（はっとり けいいち）
演 - 伊東四朗
社長。元副総監。

### 警察関係者
殿山誠二
演 - 深水三章（第1作・第2作）
新宿南警察署の署長。服部の後輩。
青木拓也
演 - 虎牙光揮（第1作・第2作）
刑事。
武誠
演 - 柏倉裕太（第2作 - 第4作）
刑事。第2作が進藤との初対面で、そのとき青木から元刑事だということを聞かされる。
宮川昭夫
演 - 伊吹剛（第3作・第4作）
刑事。

### その他
大崎大造
演 - 佐藤二朗
PPGにクライアントを紹介。
河合玲奈
演 - 小野麻亜矢
大崎の友達。ホステス。

### ゲスト
第1作「狙われた幼い命…誘拐未遂・放火連続殺人！誰が何故？命を賭けて母子を救え民間ボディガードの熱く哀しき戦いと涙」（2012年）
- 南七海（颯太の母・弁当屋パート） - 原沙知絵
- 南颯太（小学生） - 伊澤柾樹
- 柴崎祐介（七海の元夫・クレーン操縦士） - 趙珉和
- 坂口剛志（警視庁新宿南警察署捜査一課係長） - 梨本謙次郎
- 金田翠（中華料理店従業員） - 堀ひろこ
- 冒頭部の襲撃犯 - 櫻井幸瑠
- 秋山祐子（巡査殺害事件の被疑者・第1被害者） - 中村美貴
- 山口佐恵子（不審火の現場の不審者・第2被害者） - 中野若葉
- 佐々木博明（颯太に近づいた不審者・第3被害者） - 西ノ園達大
- 根岸（颯太の担任） - 坂口アミ
- 三津谷茂（学校の用務員） - 外間勝
- 阿木（中華料理屋の店主） - 外波山文明
- 麗子 - 八木菜々花
- 老人 - 岩手太郎
- 木島隆 - 金光健真
- 進藤の息子 - 込江海翔
- 朝香賢徹、川村しずか、白石朋也

第2作「団地に潜む殺意？殺人予告を受けた主婦…隣人全員が容疑者という恐怖!? 命を賭け家族を救う！民間ボディーガードの決死の警護」（2013年）
- 飯島瞳（調布ふたば団地二号棟201号室の住人） - 高橋由美子
- 山田和雄（調布ふたば団地三号棟204号室の住人・白井の隣人） - 有薗芳記
- 白井須美代（白井の妻） - 阿南敦子
- 中村海斗（調布市立第四小学校 教師・優太の担任） - 出合正幸
- 田中八重子（調布ふたば団地の住人） - 和泉ちぬ
- 貴子（調布ふたば団地の住人） - 夏川加奈子
- 轟（スナックのマスター） - エド山口
- 飯島優太（飯島と瞳の息子・調布市立第四小学校 児童） - 横山幸汰
- 陽菜（冒頭のPPGの警護対象者） - 村田唯
- 若い男（陽菜のストーカー） - 瀧川英次
- 東（調布ふたば団地の住人） - 安保由夫
- 佐久間慎也（調布ふたば団地三号棟404号室の住人） - 川野直輝
- 飯島和幸（瞳の夫・大崎のいとこ） - 伊東孝明
- 木嶋孝（調布ふたば団地三号棟403号室の住人・佐久間の隣人） - 戸田信太郎
- 牛乳配達の男 - 安田俊
- 白井隆三（調布ふたば団地三号棟203号室の住人・自治会長） - 三浦浩一

第3作「セレブ主婦殺人！高級マンション住人に渦巻く嫉妬と愛憎…狙われた母娘の命を護れ！民間ボディガード決死の警護」（2014年）
- 橘茜（橘の後妻・元モデル） - 青山倫子
- 坂本留美（茜のママ友・クラブ「エル」元チーママ） - 紫吹淳
- 橘大輝（タチバナホールディングスCEO兼社長） - 金子昇
- 若林雄介（橘の秘書） - 河野洋一郎
- 森崎孝二（香織の現夫・タチバナホールディングス 元社員） - 斉藤陽一郎
- 久木田浩三（麻布警備保障警備課課長） - 倉田てつを
- 飯島加奈（茜のママ友）  - 伊藤つかさ
- 佐々木保（刑事）  - 四方堂亘
- 小峰綾（クラブ「エル」ママ）  - 栗田よう子
- 中屋敷七海（茜のママ友） - 麻生かほ里
- 林紗江（茜のママ友） - 土肥美緒
- 森崎香織（橘の前妻・結愛の実母） - 伊佐美紀
- 橘結愛（橘の連れ子） - 安藤美優
- 雑賀和己（襲撃犯）  - 田中護
- 小坂麻衣（茜と同じマンションの住人） - 夕樹ゆう
- 横井（橘に解雇された社員） - 佐伯晃
- 刑事 - 田中瑛祐
- 店員 - 松長ゆり子
- 社員A - 佐藤まんごろう
- 似顔絵鑑識官 - 秋久幸士

第4作「狙われた未亡人!! 遺産・嫉妬・復讐…望まれぬ恋が生んだ殺意の炎!! 予測不能の犯人から依頼人を守れるか？民間ボディーガード決死の闘い」（2015年）
- 南麻希（武文の妻・健一郎の幼馴染・ファミレスのチーフ） - 葉月里緒奈（少女期：根岸姫奈）
- 沢渡ひとみ（麻希の大学の同期） - 中島ひろ子
- 沢渡悟（ひとみの夫・麻希の大学の同期） - 湯江健幸
- 堂園和也（健一郎の義弟） - 遠藤要
- 堂園亜紀子（健一郎の義妹） - 川村亜紀
- 堂園剛志（健一郎の義弟・高校中退者） - 林剛史
- 柴田邦夫（美優紀の弟・染物職人） - 宮本大誠
- 広田和雄（健一郎の秘書） - 石井テルユキ
- 山岸徹（警視庁交通課） - 小嶋尚樹
- 堂園美由紀（健一郎の妻・5年前 火災により死亡） - 阿美朝子
- 南武文（ディービーラボ 社員・7年前 飲酒運転で事故死） - 田村学
- 堂園健一郎（堂園ホールディングス 代表取締役社長・12歳のとき親戚の堂園家へ養子・武文の元上司） - 葛山信吾（12歳：石田竜輝）

## スタッフ
- ナレーター - 東涼子
- 脚本 - 友澤晃一
- 監督 - 松田礼人
- 選曲 - 御園雅也
- ボディーガード監修 - ビーテックインターナショナル
- タイトルCG - イレブングラフィックス
- スタントコーディネーター - 伊勢田隆弘
- 技術協力 - ビデオフォーカス
- 美術協力 - アイ・アール
- プロデューサー - 菊池誠、木川康利
- 編成担当 - 永山由紀子
- 製作 - アズバーズ、TBS

## 放送日程
| 話数 | 放送日        | サブタイトル | 脚本     | 監督     | 視聴率 |
| ---- | ------------- | --- | -------- | -------- | ------ |
| 1    | 2012年6月11日 | 狙われた幼い命…誘拐未遂・放火連続殺人！誰が何故？ 命を賭けて母子を救え民間ボディガードの熱く哀しき戦いと涙                      | 友澤晃一 | 松田礼人 |        |
| 2    | 2013年7月22日 | 団地に潜む殺意？殺人予告を受けた主婦…隣人全員が容疑者という恐怖!? 命を賭け家族を救う！民間ボディーガードの決死の警護            | 友澤晃一 | 松田礼人 | 13.7%  |
| 3    | 2014年6月09日 | セレブ主婦殺人！高級マンション住人に渦巻く嫉妬と愛憎…狙われた母娘の命を護れ！ 民間ボディガード決死の警護                        | 友澤晃一 | 松田礼人 | 09.7%  |
| 4    | 2015年7月13日 | 狙われた未亡人!! 遺産・嫉妬・復讐…望まれぬ恋が生んだ殺意の炎!! 予測不能の犯人から依頼人を守れるか？民間ボディーガード決死の闘い | 友澤晃一 | 松田礼人 |        |

- 視聴率はビデオリサーチ調べ、関東地区・世帯